# Хиндой (тайп)
Хиндой (чечен. ХӀиндой) — один из старинных чеченских тайпов, который входит в тукхум чеберлой. Родовая гора Хиндой-Лам. Родовое село тайпа — Хиндой. Исторически тайп был расселён в юго-восточной части Чечни в районе озера Кезенойам.

## Расселение
Тайпу принадлежали следующие населённые пункты:
ТӀахӀири овл, Ӏумай овл, Дукъархой овл, Къасуй овл, Осай овл, Андулай овл, Пхьатӏархой овл, Махьай овл, ГIандори овл.

## Состав
В ХӀиндой входят девять гаров: ТӀахӀири гар, Ӏумай гар, Дукъархой гар, Къасуй гар, Осай гар, Андулай гар, ПхьатӀархой гар, Махьай гар, ГӀандори гар.

## Общие сведения
Хиндой представляет собой один из старейших населённых пунктов Чеченской Республики.
Есть чеченские предания что во время нашествия Тамерлана предки Хиндой переселились в Нашха, после окончания войны вернулись на прежнее место. Из Хиндой есть ответвление, тайп Басахой, относящийся к Чеберлой. Хиндой издревле славились кузнечеством и поставкой холодного оружия для всей Чечни. Известные представители: Ша1а — человек оказавший ожесточённое сопротивление имаму Шамилю.

## Генетическая генеалогия
По данным чеченского днк проекта и других днк проектов чеберлоевцы хиндойцы показали гаплогруппы: Q1a, а также чеченец, тайп Хиндой, гар ПхьатӀархой, SNPs FT242227, показал G2a1, в ветке G-Z6700, образован 4.907 лет назад.